# 2020年東京オリンピックのベネズエラ選手団
2020年東京オリンピックのベネズエラ選手団は、2021年7月23日から8月8日にかけて日本の首都東京で開催された2020年東京オリンピックのベネズエラ選手団。

## メダル
| メダル | 選手名                     | 競技                 | 種目                  | 日付    |
| ------ | -------------------------- | -------------------- | --------------------- | ------- |
| 金     | ユリマル・ロハス           | 陸上                 | 女子三段跳            | 8月1日  |
| 銀     | フリオ・マジョラ           | ウエイトリフティング | 男子73kg級            | 7月28日 |
| 銀     | ケイドマル・バジェニージャ | ウエイトリフティング | 男子96kg級            | 7月31日 |
| 銀     | ダニエル・デルス           | 自転車               | 男子BMXフリースタイル | 8月1日  |